# 日月潭國家風景區淡水魚類列表
日月潭國家風景區的魚類均為淡水魚，目前已有6目11科24屬，目前日月潭的放生外來種魚類活動十分頻繁，對臺灣生態有一定的衝擊。

## 種類

### 鱸形目Perciformes
目前僅有2科2種

#### 鱧科Channidae
- 鱧屬Channa
- 七星鱧Channa asiatica（Linnaeus, 1785）

#### 慈鯛科Cichlidae
- 口孵非鯽屬Oreochromis
- 尼羅河口孵非鯽O. niloticus（Linnaeus, 1758※外來種）

### 鯉形目Cypriniformes
目前現有1科8種為日月潭國家風景區最多種類的目。